# Antilopa
Dříve se jako antilopy označovali všichni zástupci čeledi turovití s výjimkou turů, ovcí a koz.
V současné době jsou turovití členěni na několik podčeledí, z nichž antilopy tvoří hned několik:
- chocholatky (Cephalophinae)
- buvolci (Alcelaphinae)
- impaly (Aepycerotinae)
- přímorožci (Hippotraginae)
- bahnivci (Reduncinae)
- pravé antilopy (Antilopinae)
- srnčí antilopky (Peleinae)
- antilopky (Neotraginae)
- lesoni (Tragelapinae)

Některé antilopy patří přímo do podčeledi tuři (Bovinae).
Souhrnný název antilopy je tedy spíše věcí tradice, než skutečné označení nějaké taxonomické skupiny.
Typická antilopa je štíhlé zvíře s dlouhýma nohama a krátkým ocasem. Některé druhy dokážou utíkat rychlostí až 95 km/h a patří mezi nejrychlejší suchozemská zvířata.

## Druhy, které mají v češtině rodové jméno antilopa
- antilopa koňská (Hippotragus equinus)
- antilopa modrá (Hippotragus leucophaeus)
- antilopa vraná (Hippotragus niger)
- antilopa srnčí (Pelea capreolus)
- antilopa žirafí (Litocranius walleri)
- antilopa skákavá (Litocranius walleri)
- antilopa jelení (Antilope cervicapra)
- antilopa trávní (Raphicerus campestris)
- antilopa černouchá (Raphicerus melanotis)
- antilopa Sharpeova (Raphicerus sharpei)
- antilopa čtyřrohá (Tetracerus quadricornis)
- antilopa losí (Taurotragus oryx)
- antilopa Derbyho (Taurotragus derbianus)